# Lumberton (New Jersey)
Lumberton è un comune degli Stati Uniti d'America, situato nello stato del New Jersey, nella contea di Burlington.